# Ardee
Ardee (in irlandese: Baile Átha Fhirdhia) è una cittadina nella contea di Louth, in Irlanda.
Situata sul fiume Dee in una pianura nella parte settentrionale dell’Irlanda a pochi chilometri dal mare che separa l’isola dall’Inghilterra.
Dista 60 km dalla capitale Dublino, 25 km dal confine con l’Irlanda del Nord e 90 km da Belfast.

## Origine del nome
Il poema celtico “La razzìa dei bovini” (The Tain Bo) risalente al I secolo a.C. narra della guerra fra i territori del Connacht e dell’Ulster per il possesso del sacro toro Donn. L’Ulster è difeso dal solo Cuchulainn, un adolescente fratello adottivo di Ferdiad che è invece nell’esercito opposto.
I due avevano due armi speciali, Cuchulainn una lancia dentata, Ferdiad una corazza di pelle imperforabile.
All’esercito invasore Cuchulainn propone di poter affrontare uno alla volta i suoi avversari. Ma poiché in questi duelli lui vince continuamente, la regina nemica decide di mandargli contro proprio Ferdiad.
Il loro duello si svolge al guado del fiume e dura tre giorni. Quando Cuchulainn sta ormai per soccombere chiede al proprio stalliere la sua lancia speciale che quello gli manda sott’acqua. Cuchulainn finge di attaccare Ferdiad con un giavellotto ed appena quello alza lo scudo per pararlo l’altro lo trafigge con la lancia dentata tenuta con le dita dei piedi. Il guado prende il nome di Ferdiad ed in irlandese “guado di Ferdiad” si dice Baile Ath Ferdiad che contratto diventò poi “Ardee”.

## Amministrazione

### Gemellaggi
- Nettuno[4][5]